# Frank Sitta

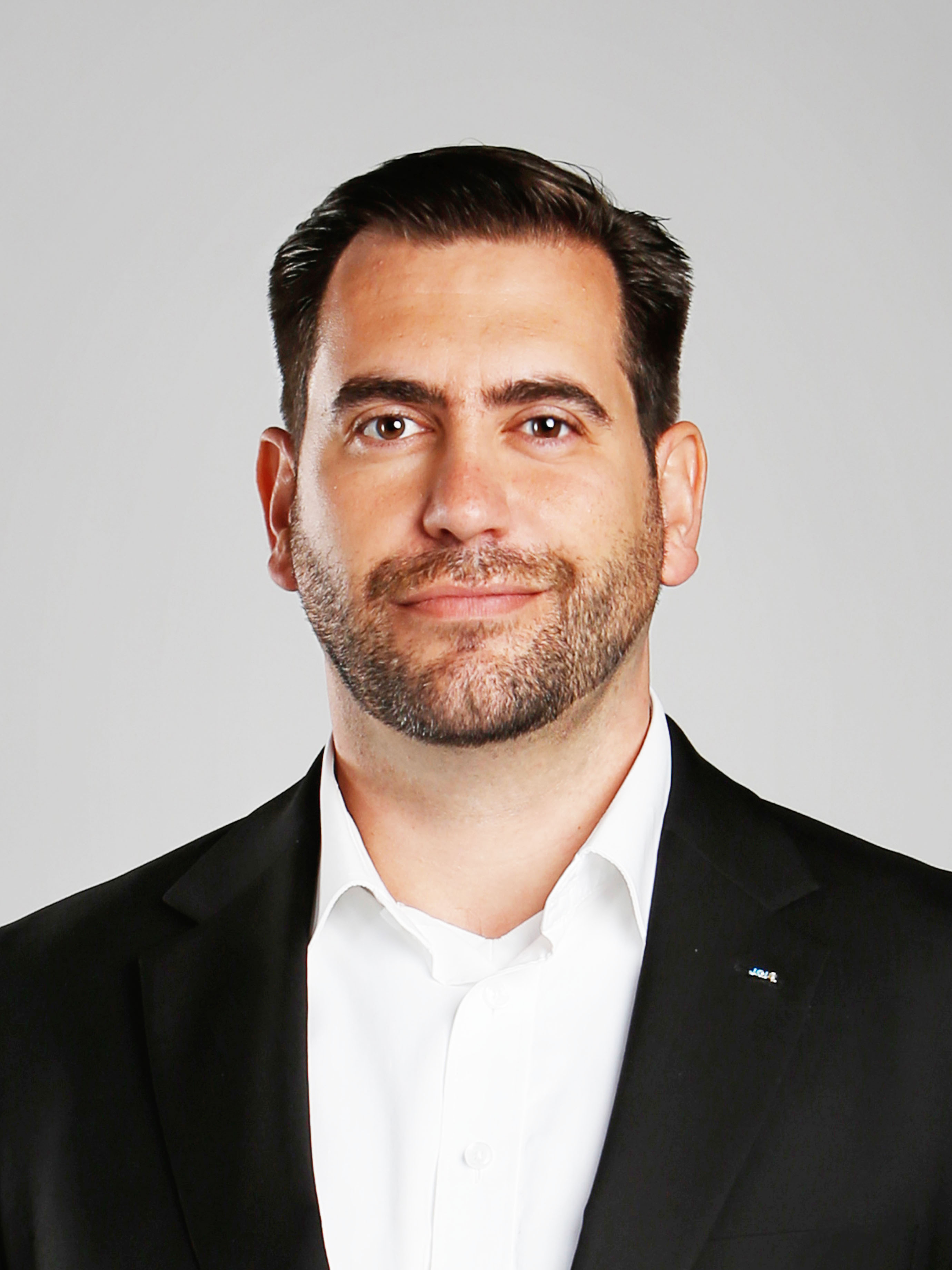
Frank Sitta (2015)

Frank Sitta (* 30. Juni 1978 in Sangerhausen) ist ein deutscher Politiker (FDP) und Politikwissenschaftler. Er war von 2015 bis 2020 Landesvorsitzender der FDP Sachsen-Anhalt. Sitta war von 2017 bis 2021 Mitglied des 19. Deutschen Bundestags und dort stellvertretender Vorsitzender seiner Fraktion.

## Leben und Beruf
Nach dem Abitur am Thomas-Müntzer-Gymnasium in Halle und dem Zivildienst absolvierte Frank Sitta ein Studium der Politikwissenschaft und Volkswirtschaftslehre an der Martin-Luther-Universität Halle-Wittenberg und erwarb den akademischen Grad eines Diplom-Politikwissenschaftlers. Daneben war er Inhaber einer internationalen Künstleragentur, veranstaltete Musikfestivals und betrieb mit Freunden einen Club für elektronische Musik in Leipzig. Während seines Studiums arbeitete Sitta für den Bundesverband Medizintechnologie sowie den Bundesverband der Pharmazeutischen Industrie in Berlin. Im Jahr 2008 gründete er sein Unternehmen, die Sitta Kongress- und Eventmanagement GmbH. Zusätzlich absolvierte Sitta 2009 eine Ausbildung zum Europäischen Eventmanager an der Europäischen Medien- und Eventakademie in Baden-Baden.
Frank Sitta war von 2013 bis 2014 Mitglied des Bundesvorstands der Wirtschaftsjunioren Deutschland und Landesvorsitzender der Wirtschaftsjunioren Sachsen-Anhalt. Seit 2015 ist er Ehrenmitglied der Junior Chamber International und JCI-Senator. Darüber hinaus engagiert sich Sitta in der G20 Young Entrepreneurs’ Alliance.
Seit März 2022 leitet Sitta das zu diesem Zeitpunkt neu eröffnete Hauptstadtbüro des US-amerikanischen Hochtechnologie-Unternehmens General Atomics.

## Politik
Frank Sitta schloss sich 1993 den Jungen Liberalen an, deren Fördermitglied er bis heute ist. Im Jahr 2001 trat er der FDP bei. Am 25. April 2015 wurde Sitta auf dem 25. Landesparteitag der FDP Sachsen-Anhalt in Peißen zum Landesvorsitzenden seiner Partei gewählt. Am 29. August 2015 nominierte ihn eine Delegiertenversammlung in Magdeburg als FDP-Spitzenkandidaten für die Landtagswahl in Sachsen-Anhalt 2016, bei der die FDP knapp den Einzug ins Parlament verfehlte. Weiterhin engagiert er sich in der Liberalen Initiative Mittelstand Sachsen-Anhalt. Auf dem FDP-Bundesparteitag 2017 wurde er am 29. April 2017 in das Präsidium gewählt. Er war zudem Kreisvorsitzender seiner Partei in Halle (Saale).
Bei der Bundestagswahl am 24. September 2017 kandidierte Sitta auf Platz 1 der Landesliste der FDP Sachsen-Anhalt, die landesweit ein Ergebnis von 7,8 Prozent der Zweitstimmen erzielte. Er wurde so Mitglied des 19. Deutschen Bundestages, der sich am 24. Oktober 2017 konstituierte. Von der Bundestagsfraktion der Freien Demokraten wurde Sitta mit 94,81 Prozent als stellvertretender Vorsitzender in den Fraktionsvorstand gewählt.
Frank Sitta verantwortete im Fraktionsvorstand die Themen Digitalisierung; Verkehr und digitale Infrastruktur; Bau, Wohnen, Stadtentwicklung und Kommunen; Umwelt, Naturschutz und nukleare Sicherheit; Landwirtschaft und Ernährung. Er war stellvertretendes Mitglied im Ausschuss für Verkehr und digitale Infrastruktur, im Ausschuss für Bau, Wohnen, Stadtentwicklung und Kommunen, im Ausschuss für Umwelt, Naturschutz und nukleare Sicherheit, im Ausschuss für Ernährung und Landwirtschaft sowie im Ausschuss Digitale Agenda.
Sitta zog sich im Herbst 2020 aus der Politik zurück und stellte den Landesvorsitz zur Verfügung.

## Privates
Sitta ist verheiratet und lebt mit seiner Frau und zwei gemeinsamen Kindern in Halle (Saale).